# Accord barré
 (avril 2018).
Si vous disposez d'ouvrages ou d'articles de référence ou si vous connaissez des sites web de qualité traitant du thème abordé ici, merci de compléter l'article en donnant les références utiles à sa vérifiabilité et en les liant à la section « Notes et références ».

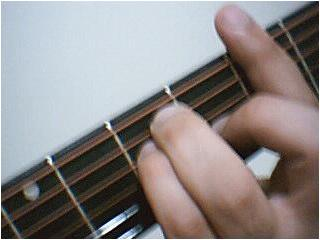
Un accord de la majeur joué avec un barré.

En musique, un accord barré (ou plus simplement barré) est un type d'accord où il faut utiliser un doigt pour plaquer plusieurs cordes de la guitare ou d'un autre instrument à cordes. Un doigt — en général l'index et beaucoup plus rarement le majeur — est disposé perpendiculairement au manche et appuie simultanément sur toutes les cordes afin de les coller contre la touche. Le majeur, l’annulaire et l’auriculaire peuvent se placer sur le manche afin de rajouter d'autres notes composantes de l'accord désiré.
Cette technique sert notamment pour jouer un accord qui n'est pas limité par les sons des cordes à vides de la guitare. Par exemple, en accordage standard les cordes à vides sont mi, la, ré, sol, si, mi et pour jouer un accord de fa majeur, le guitariste peut barrer les cordes de sorte que la fondamentale de l'accord soit fa. Les autres doigts placés sur le manche ajoutent la tierce et la quinte de l'accord.

## Fonctionnement
Les accords barrés peuvent être utilisés quand on souhaite jouer un accord dans des positions plus élevées sur la guitare. Presque tous les accords de base peuvent être déplacés sur l'ensemble du manche en se servant de barrés. 

## Technique de jeu
Le barré est souvent considéré comme une technique avancée par les professeurs de guitare et ils attendent souvent qu'un débutant ait un bon niveau de base avant de montrer le barré. L'idée de base est de tendre au maximum le doigt, en l'appuyant légèrement vers la gauche, pour atteindre la partie la plus droite du doigt. 

## Notation

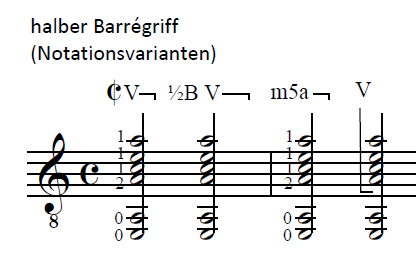
Exemple d'un barré sur une partition de guitare.

Sur une partition, les positions de barré sont repérés par des chiffres romains et correspondent à la case sur le manche. Parfois la lettre B ou C précède la case indiquée en chiffres romains, cette lettre représente le mot cejilla qui est espagnol pour capodastre. Un C barré indique un demi barré ou petit barré, soit un barré qui ne couvre pas toutes les six cordes.